# Dom przy pl. Wolności 22 w Bystrzycy Kłodzkiej
Dom przy pl. Wolności 22 w Bystrzycy Kłodzkiej – zabytkowy budynek w mieście Bystrzyca Kłodzka.
Dom mieszkalny wybudowany na planie prostokąta w XVII w., przebudowany w XIX w.